# Grivola
Die Grivola ist mit einer Höhe von 3969 Metern der zweithöchste Berg der Grajischen Alpen, einem Gebirge der Westalpen. Er liegt in der italienischen Region Aostatal und ist Bestandteil des Nationalparks Gran Paradiso. Von Norden aus betrachtet erscheint die Grivola als symmetrisch geformte Felspyramide, die nach Nordosten, Süden und Westen ausgeprägte gleichmäßige geschwungene Grate sendet. Der italienische Dichter Giosuè Carducci nannte sie wegen der weiten Wege l'ardua Grivola bella (die anstrengende schöne Grivola). Das Wort Grivola bedeutet in der Okzitanischen Sprache junges Mädchen. Zuerst bestiegen wurde der Berg am 28. August 1861 durch den Priester Pierre-Balthazar Chamonin und den Bergführer A. J. Jeantet aus dem östlich gelegenen Cogne.

## Geologie
Die Grivola besteht an ihrer Nordseite aus dem für das Gebiet typischen Gestein Orthogneis, einem durch magmatische Einflüsse geformten festen Gneis, der hier schuppenförmige Platten bildet und Reibungskletterei ermöglicht. Dagegen ist ihre Südseite aus äußerst brüchigem metamorphen kristallinen Sedimentgestein aufgebaut, das in der Hauptsache aus Kalk- und Glimmerschiefer besteht. Diese Gesteine stammen aus dem Penninikum, der Ablagerungszone des Ozeans Tethys, der im Erdzeitalter Mesozoikum im heutigen Alpenraum existierte.

## Umgebung
Die Grivola ist im Norden und Osten von Gletschern umgeben. Im Nordwesten liegt der Belleface-Gletscher, im Nordosten zieht sich der Nomenon-Gletscher hinauf bis auf eine Höhe von 3667 Metern. Im Osten erstreckt sich schließlich der ausgedehnte Trajo-Gletscher. Benachbarte Berge sind im Verlauf des Südgrats zunächst die 3804 Meter hohe Pointe Tuckett (benannt nach dem englischen Alpinisten Francis Fox Tuckett), dann jenseits des Passes Col de la Grivola (3738 m), die 3793 Meter hohe Pointe Blanche. Der Gran Paradiso (4061 m) liegt auf dem nach Süden verlaufenden Grajischen Hauptkamm in etwa achteinhalb Kilometern Entfernung. Nördlich der Grivola liegt, getrennt durch den Col des Cochette (3477 m), die 3514 Meter hohe Grivoletta. Nach Westen fällt das Gebiet ab ins nord-südlich verlaufende Valsavarenche-Tal, nach Nordosten ins Cogne-Tal und nach Südosten ins Valnontey. Nächstgelegene bedeutende Orte sind im Westen das knapp vier Kilometer Luftlinie entfernte Dorf Valsavarenche und im Osten liegt in acht Kilometern Entfernung die Gemeinde Cogne.

## Stützpunkte und Besteigung
Der erste in der Literatur dokumentierte Versuch die Grivola zu besteigen fand 1859 durch die englischen Touristen Francis Fox Tuckett, J. Ormsby und R. Bruce, sowie den königlich sardisch-piemontischen Jagdaufseher Fidèle-Ambroise Dayné aus Cogne mit den Bergführern E. Cachat und Jean Tairraz über einen heute nicht mehr begangenen Weg vom westlich gelegenen Ort Valsavarenche aus statt, führte aber nicht zum Erfolg. Auch die Route über den Südgrat wird gemieden. Der heute übliche Normalweg, der leichteste Anstieg, führt durch die in der Regel nicht so brüchige Südostwand durch gut gestuftes Gelände. Die Schwierigkeit übersteigt nicht den UIAA-Grad II, beziehungsweise PD (peu difficile). Als Stützpunkt dient die Sella-Schutzhütte, auf 2584 Metern Höhe westlich oberhalb der kleinen Siedlung Valnontey gelegen. Näher an der Grivola liegt die neun Personen fassende Biwakschachtel Gratton (3280 m). Der Weg zum Gipfel der Grivola führt als Hochtour über den spaltenreichen Trajo-Gletscher. Die Gehzeiten betragen von der Biwakschachtel aus vier Stunden, von der Hütte sechs Stunden. Seit 1872 wird außerdem ein Anstieg über den Nordostgrat gegangen, der Kletterfähigkeiten bis zum UIAA-Grad III+ erfordert.